# Хитроу (Флорида)
Хитроу (енгл. Heathrow) насељено је место без административног статуса у америчкој савезној држави Флорида.

## Демографија
По попису из 2010. године број становника је 5.896, што је 1.828 (44,9%) становника више него 2000. године.
| Група             | 2000.         | 2010.         |
| Белци             | 3.433 (84,4%) | 4.423 (75,0%) |
| Афроамериканци    | 150 (3,7%)    | 241 (4,1%)    |
| Азијати           | 191 (4,7%)    | 557 (9,4%)    |
| Хиспаноамериканци | 249 (6,1%)    | 576 (9,8%)    |
| Укупно            | 4.068         | 5.896         |